# One Time
"One Time" je debitantski singl kanadskog pjevača Justina Biebera s njegovog debi albuma My World, premijerno pušten na radiostanicama 18. svibnja 2009. godine, a digitalno izdan 7. srpnja 2009. u Kanadi i SAD-u. Pjesmu su napisali i producirali sljedeći tekstopisci i producenti:  Tricky Stewart, The-Dream, Kuk Harrell i producentski duo JB & Corron.  Akustična verzija pjesme, nazvana "My Heart Edition" je izdana 22. prosinca 2009. Putem iTunesa.

## Pozadina
Pjesmu su napisali i producirali sljedeći tekstopisci i producenti:  Tricky Stewart, The-Dream, Kuk Harrell i producentski duo JB & Corron, koji su također producirali Beyoncein hit "Single Ladies (Put A Ring On It)" te "Obsessed" pop dive Mariah Carey. Pjesmu je Bieber snimio u RedZone's Triangle Sound Studios u Savannah, Georgia, nedaleko od njegovog prebivališta Atlante. 

## Uspjeh pjesme
"One Time" je debitirala na devedeset i petom mjestu Billboard Hot 100 liste u srpnju 2009. Pjesma je ostala u top 100 šest mjeseci, dok je najviše dosegla sedamnaestu poziciju. Pjesma je u Kanadi zauzela dvanaestu poziciju. Singl je sveukupno je prodan u više od milijun primjeraka u SAD-u, te dobio platinastu nakladu od strane RIAA. Pjesma je ušla u top 20 u Njemačkoj, Australiji, Ujedinjenom Kraljevstvu, Austriji, Belgiji, Novom Zelandu i Francuskoj.

## Videospot
Spot za pjesmu je režirao Vashtie Kola, a premijerno je prikazan 13. Lipnja 2009. na Bieberovom službenom YouTube channelu. U spotu se pojavljuju Bieberov mentor Usher i njegov najbolji prijatelj Ryan Butler. U siječnju 2010. video je dosegao više od 100 milijuna klikova na YouTubeu. 

## Akustična verzija pjesme
"One Time (My Heart Edition)" je akustična verzija pjesme, izdana 22. prosinca 2009. putem iTunesa., iako je prvotno rečeno da će pjesma biti izdana 27. listopada.  Za omot singla je korištena fotografija snimljena na setu snimanja spota za pjesmu "One Less Lonely Girl".